# Premio Princesa de Asturias de las Letras
El Premio Princesa de Asturias de las Letras es un premio concedido anualmente desde 1981 por la Fundación Princesa de Asturias que, según expone su Reglamento para la edición de 2024, está «destinado a la labor de cultivo y perfeccionamiento de la creación literaria en todos sus géneros». Es uno de los Premios Princesa de Asturias más antiguo, ya que se convocó en 1980 para su primera edición del año siguiente, si bien con el nombre de Premio Príncipe de Asturias de las Letras, denominación que mantuvo hasta 2014. La ascensión del príncipe Felipe al trono como rey de España y la consiguiente conversión de la infanta Leonor en princesa de Asturias fueron los motivos del cambio de nombre.

## Dotación
El premio está dotado con una escultura diseñada por Joan Miró, un diploma acreditativo, una insignia que se puede prender en la vestimenta y una cantidad de dinero que ha ido en aumento a lo largo de la historia del galardón y que desde el millón de pesetas inicial ha ascendido hasta los 50.000 euros estipulados para 2024. En caso de que el premio sea compartido entre dos o más personas, esta última cantidad se reparte entre ellas. Si el ganador del premio no acude a recibirlo en Oviedo, se le envía únicamente el diploma.

## Evolución
El premio nació en 1980, cuando se convocaron con un año de antelación los entonces denominados Premios Príncipe de Asturias —cinco en total—, que serían entregados en su primera edición el 3 de octubre de 1981. En aquel momento, los premios estaban destinados al ámbito español e hispanohablante de América. Pese a ello, los ganadores de la primera y segunda edición fueron escritores españoles. Tan solo en la tercera edición resultó premiado un hispanoamericano, el mexicano Juan Rulfo. En la cuarta edición, el ámbito de los premios se amplió expresamente a Portugal y Brasil, sin que el cambio normativo tuviera efecto alguno para los candidatos de estos dos países. Los ganadores siguieron siendo mayoritariamente españoles, con algunos escritores americanos intercalados: el peruano Mario Vargas Llosa (1986), el venezolano Arturo Uslar Pietri (1990), el mexicano Carlos Fuentes (1994) y el colombiano Álvaro Mutis (1997). Esto hacía que el premio fuera similar a otro galardón concedido en España: el Premio Cervantes.
En 1987 la concesión del primer Premio Príncipe de Asturias de los Deportes al atleta británico Sebastian Coe marcó un giro hacia la internacionalización de los Premios Príncipe de Asturias. Poco a poco, los otros premios fueron concediéndose a personas de habla no española. Sin embargo, no fue hasta 1999 que el Premio de las Letras recayó en un escritor de habla no hispana: el alemán Günter Grass. El de las Letras fue el último de los Premios Príncipe de Asturias en emprender el camino de la internacionalización. A partir de ese año, el Premio de las Letras ha ido recayendo en autores que escriben en cualquier idioma: inglés, francés, italiano, portugués, rumano, polaco, albanés, hebreo y japonés. Aunque con menor frecuencia que antes, también ha recaído ocasionalmente en escritores que utilizan el español, como Augusto Monterroso, Antonio Muñoz Molina, Leonardo Padura o Juan Mayorga.

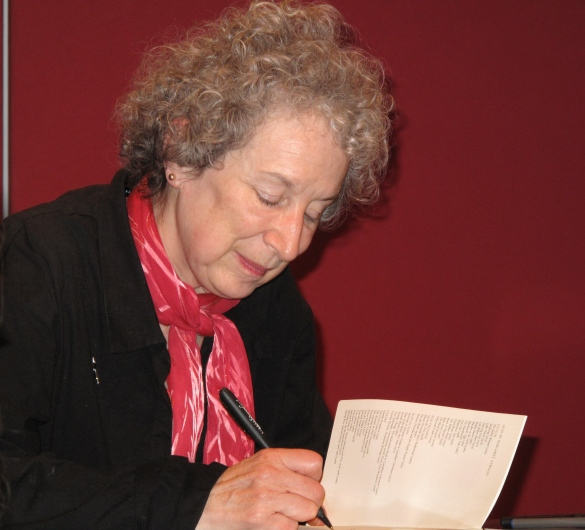
Margaret Atwood, una de las mujeres ganadoras.

El premio fue desde sus inicios esencialmente masculino. Hubo que esperar hasta 1988 para que recayera en una mujer, la española Carmen Martín Gaite, y aún entonces fue compartido con José Ángel Valente. Pasaron trece años hasta que otra mujer — la británica Doris Lessing— ganara el premio en 2001. El siglo XXI trajo un mayor equilibrio al galardón y ya fueron varias las mujeres que lo obtuvieron: la marroquí Fatima Mernissi y la estadounidense Susan Sontag lo compartieron en 2003, y les siguieron la brasileña Nélida Piñón, las canadienses Margaret Atwood y Anne Carson, la francesa Fred Vargas,  la estadounidense Siri Hustvedt y la rumana Ana Blandiana.
En cuanto al género trabajado por los premiados, la relación es diversa. El primer Príncipe de Asturias de las Letras fue a parar a un género considerado minoritario, como es la poesía, con el premio otorgado a José Hierro. Este reconocimiento fue reiterado con los galardones concedidos a Pablo García Baena en 1984, Ángel González en 1985, Claudio Rodríguez en 1993, Adam Zagajewski en 2017 o Anne Carson en 2020. Incluso se dio el caso del popular cantante Leonard Cohen en 2011. Menos suerte ha tenido el teatro, que no fue premiado hasta 1992 en la persona de Francisco Nieva. Tuvieron que pasar otros diez años hasta que recibió el premio Arthur Miller, y otros veinte hasta que ganó el galardón Juan Mayorga. El ensayo ha sido cultivado por numerosos premiados, pero en la mayoría de los casos combinado con otros géneros. Excepciones pueden ser los casos del filólogo Rafael Lapesa y la socióloga Fatima Mernissi. Entre los premiados abundan los novelistas, cultivadores del género más popular, aunque también escriban en otros géneros. Miguel Delibes, Mario Vargas Llosa, Camilo José Cela, Günter Grass o Philip Roth. Por último, no se puede olvidar el inusual premio concedido al pueblo de Puerto Rico por su decisión de mantener el español como única lengua oficial del país.
El Príncipe de Asturias de las Letras se ha adelantado en reconocer a determinados escritores antes que otros premios. Autores que recibieron posteriormente el Premio Cervantes fueron José Hierro, Gonzalo Torrente Ballester, Miguel Delibes, Francisco Umbral y Álvaro Mutis. En los casos de Mario Vargas Llosa y Camilo José Cela, recibieron posteriormente no solo el Cervantes, sino también el Premio Nobel de Literatura. También Doris Lessing recibió el Nobel después del Príncipe de Asturias, y Günter Grass obtuvo ambos premios en el mismo año. Sin embargo, el jurado ha sido reticente a conceder el premio a quien ya ha sido galardonado con el Nobel, lo que puede explicar el hecho de que un escritor de la talla de Gabriel García Márquez nunca recibiera el galardón asturiano.
El premio tiene gran repercusión en España y en el ámbito hispanohablante. Las ventas de los libros en lengua española del escritor premiado se incrementan considerablemente, lo que demuestra que incentiva el interés de los lectores. Pero es menor su relevancia fuera de este entorno. Por ejemplo, cuando la escritora francesa Fred Vargas fue galardonada en 2018 sus libros editados en español se vendieron mucho más, pero Le Monde y Le Figaro no mencionaron el evento. Por otro lado, cuando en 2011 Leonard Cohen fue el ganador, el diario británico The Guardian sí informó de que el cantante había obtenido «un importante premio literario español», sin indicar el nombre del mismo. Que no se indique el nombre oficial del premio no es inusual. Por otro lado, los 50.000 euros del premio no pueden competir con el millón que ofrece la Fundación Nobel al premio concedido por la Academia Sueca. Incluso se quedan lejos de los 125.000 que el Ministerio de Cultura español abona al ganador del Premio Cervantes.

## Lista de galardonados

### Años 1980

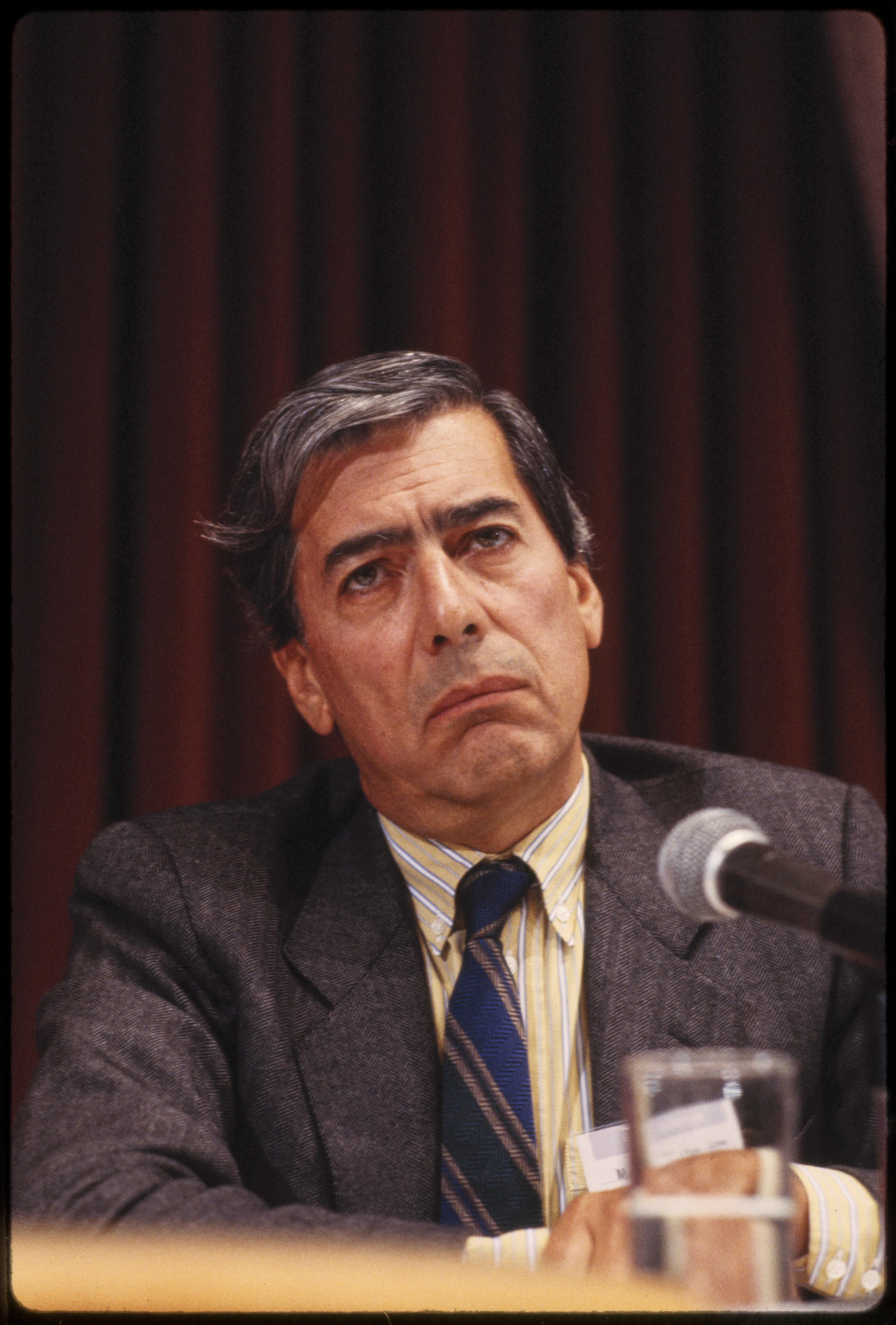
El peruano Mario Vargas Llosa ganó el premio en 1986.

| Año  | Premiado                                  | Ocupación                                                  | Nacionalidad    | Ref. |
| ---- | ----------------------------------------- | ---------------------------------------------------------- | --------------- | ---- |
| 1981 | José Hierro                               | Poeta                                                      | España          | [2]  |
| 1982 | Gonzalo Torrente Ballester Miguel Delibes | Profesor, escritor, periodista y crítico Novelista         | España · España | [3]  |
| 1983 | Juan Rulfo                                | Novelista                                                  | México          | [4]  |
| 1984 | Pablo García Baena                        | Poeta                                                      | España          | [5]  |
| 1985 | Ángel González                            | Poeta y ensayista                                          | España          | [6]  |
| 1986 | Mario Vargas Llosa Rafael Lapesa          | Novelista, periodista y ensayista Filólogo y escritor      | Perú · España   | [7]  |
| 1987 | Camilo José Cela                          | Escritor y novelista                                       | España          | [8]  |
| 1988 | Carmen Martín Gaite José Ángel Valente    | Novelista, poeta, y guionista Poeta, ensayista y traductor | España · España | [9]  |
| 1989 | Ricardo Gullón                            | Ensayista y crítico literario                              | España          | [10] |

### Años 1990

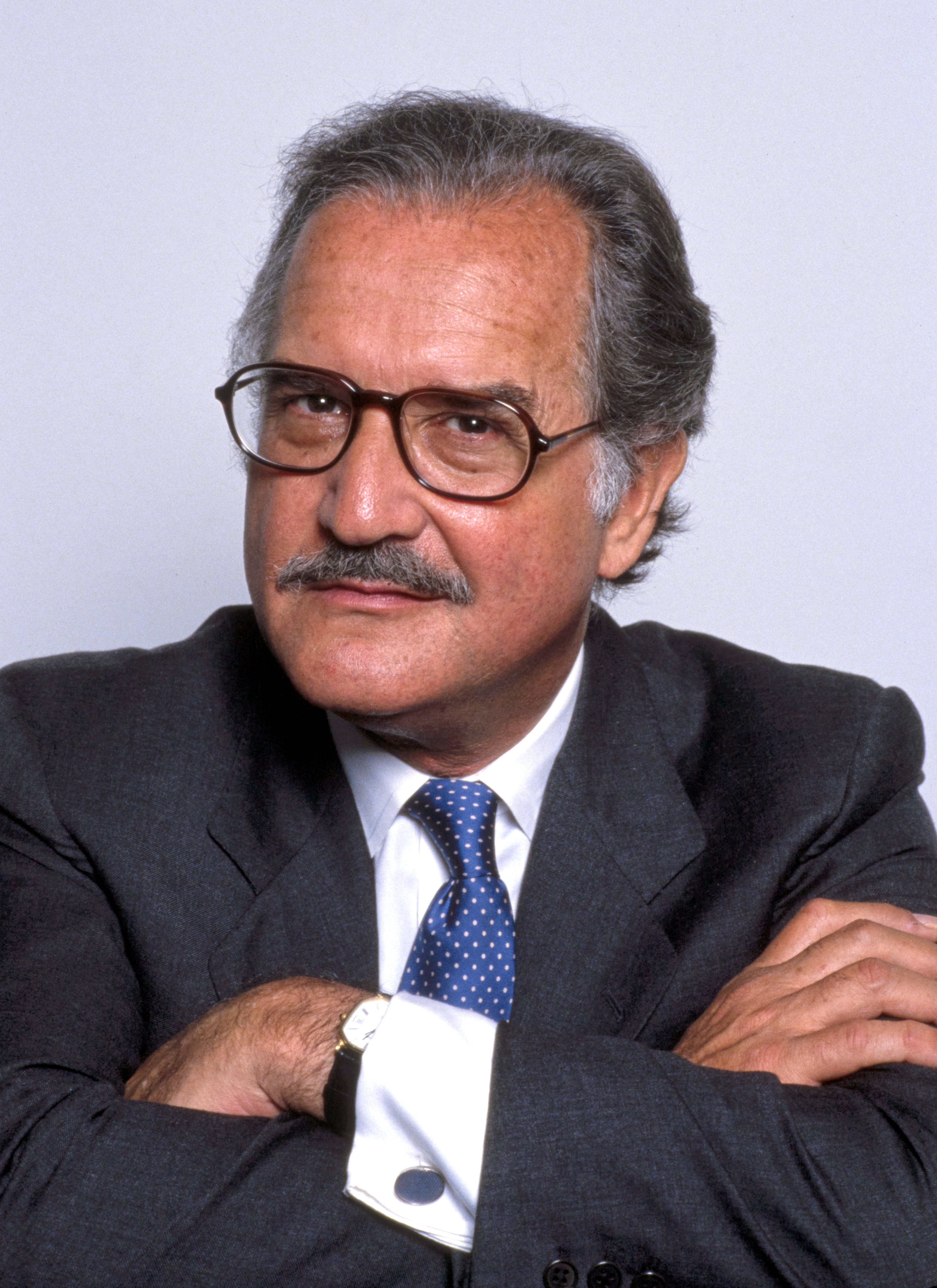
El escritor mexicano Carlos Fuentes, ganador en 1994.

| Año  | Premiado              | Ocupación                                         | Nacionalidad | Ref. |
| ---- | --------------------- | ------------------------------------------------- | ------------ | ---- |
| 1990 | Arturo Uslar Pietri   | Periodista, novelista y ensayista                 | Venezuela    | [11] |
| 1991 | Pueblo de Puerto Rico | Población                                         | Puerto Rico  | [12] |
| 1992 | Francisco Nieva       | Autor y director teatral, escenógrafo y novelista | España       | [13] |
| 1993 | Claudio Rodríguez     | Poeta                                             | España       | [14] |
| 1994 | Carlos Fuentes        | Escritor, novelista y ensayista                   | México       | [15] |
| 1995 | Carlos Bousoño        | Poeta y crítico literario                         | España       | [16] |
| 1996 | Francisco Umbral      | Periodista, novelista, ensayista y poeta          | España       | [17] |
| 1997 | Álvaro Mutis          | Novelista y poeta                                 | Colombia     | [18] |
| 1998 | Francisco Ayala       | Escritor, ensayista y traductor                   | España       | [19] |
| 1999 | Günter Grass          | Escritor y artista                                | Alemania     | [20] |

### Años 2000

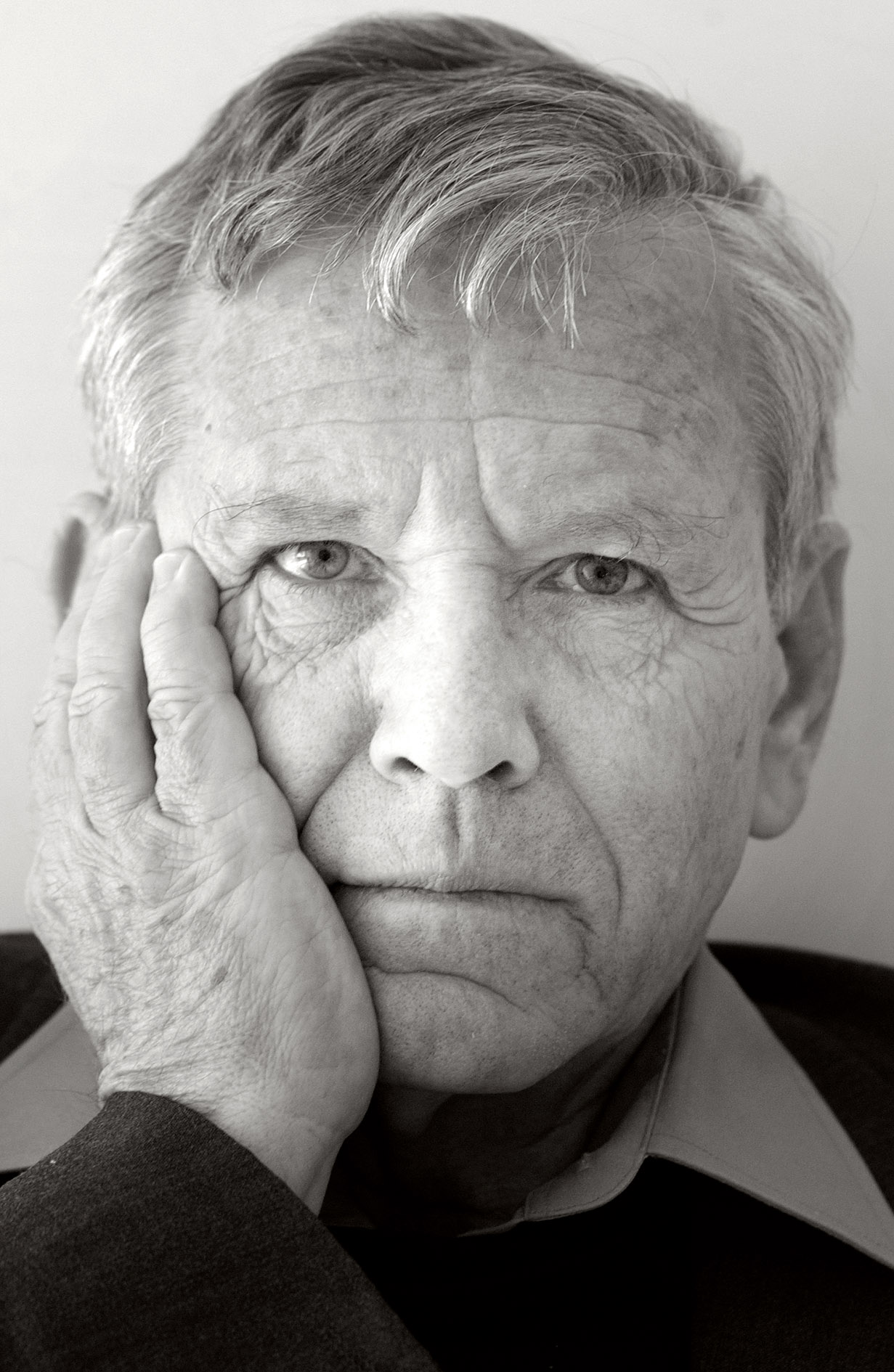
Amos Oz, un premio a la literatura en hebreo en 2007.

| Año  | Premiado                     | Ocupación                                                            | Nacionalidad             | Ref. |
| ---- | ---------------------------- | -------------------------------------------------------------------- | ------------------------ | ---- |
| 2000 | Augusto Monterroso           | Escritor y ensayista                                                 | Honduras · Guatemala     | [21] |
| 2001 | Doris Lessing                | Escritora y novelista                                                | Reino Unido              | [22] |
| 2002 | Arthur Miller                | Dramaturgo y guionista                                               | Estados Unidos           | [23] |
| 2003 | Fatima Mernissi Susan Sontag | Historiadora, ensayista, socióloga y profesora Novelista y ensayista | Marruecos Estados Unidos | [24] |
| 2004 | Claudio Magris               | Escritor, novelista, profesor y traductor                            | Italia                   | [25] |
| 2005 | Nélida Piñón                 | Escritora y novelista                                                | Brasil                   | [26] |
| 2006 | Paul Auster                  | Poeta, novelista y guionista de cine                                 | Estados Unidos           | [27] |
| 2007 | Amos Oz                      | Escritor, novelista y periodista                                     | Israel                   | [28] |
| 2008 | Margaret Atwood              | Poetisa, novelista y crítica literaria                               | Canadá                   | [29] |
| 2009 | Ismail Kadare                | Escritor, novelista y poeta                                          | Albania                  | [30] |

### Años 2010

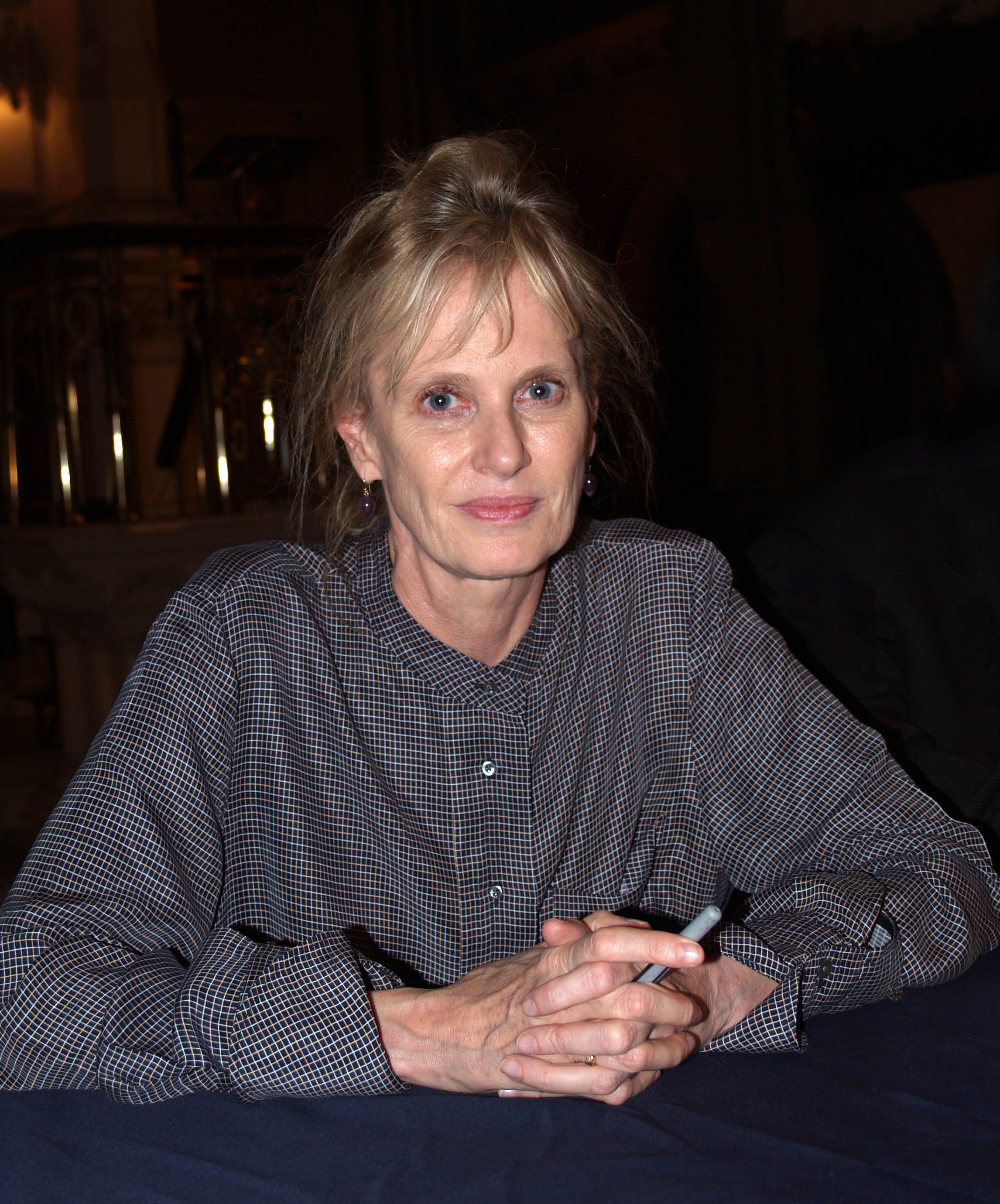
La estadounidense Siri Hustvedt, ganadora en 2019.

| Año  | Premiado                                      | Ocupación        | Nacionalidad   | Ref.      |
| ---- | --------------------------------------------- | ---------------- | -------------- | --------- |
| 2010 | Amin Maalouf                                  | Escritor         | Líbano         | [31]      |
| 2011 | Leonard Cohen                                 | Poeta y cantante | Canadá         | [32]      |
| 2012 | Philip Roth (no acudió a recoger el galardón) | Novelista        | Estados Unidos | [33] [34] |
| 2013 | Antonio Muñoz Molina                          | Novelista        | España         | [35]      |
| 2014 | John Banville                                 | Novelista        | Irlanda        | [36]      |
| 2015 | Leonardo Padura                               | Escritor         | Cuba           | [37]      |
| 2016 | Richard Ford                                  | Novelista        | Estados Unidos | [38]      |
| 2017 | Adam Zagajewski                               | Poeta            | Polonia        | [39]      |
| 2018 | Fred Vargas (no acudió a recoger el galardón) | Novelista        | Francia        | [40] [41] |
| 2019 | Siri Hustvedt                                 | Novelista        | Estados Unidos | [42]      |

### Años 2020

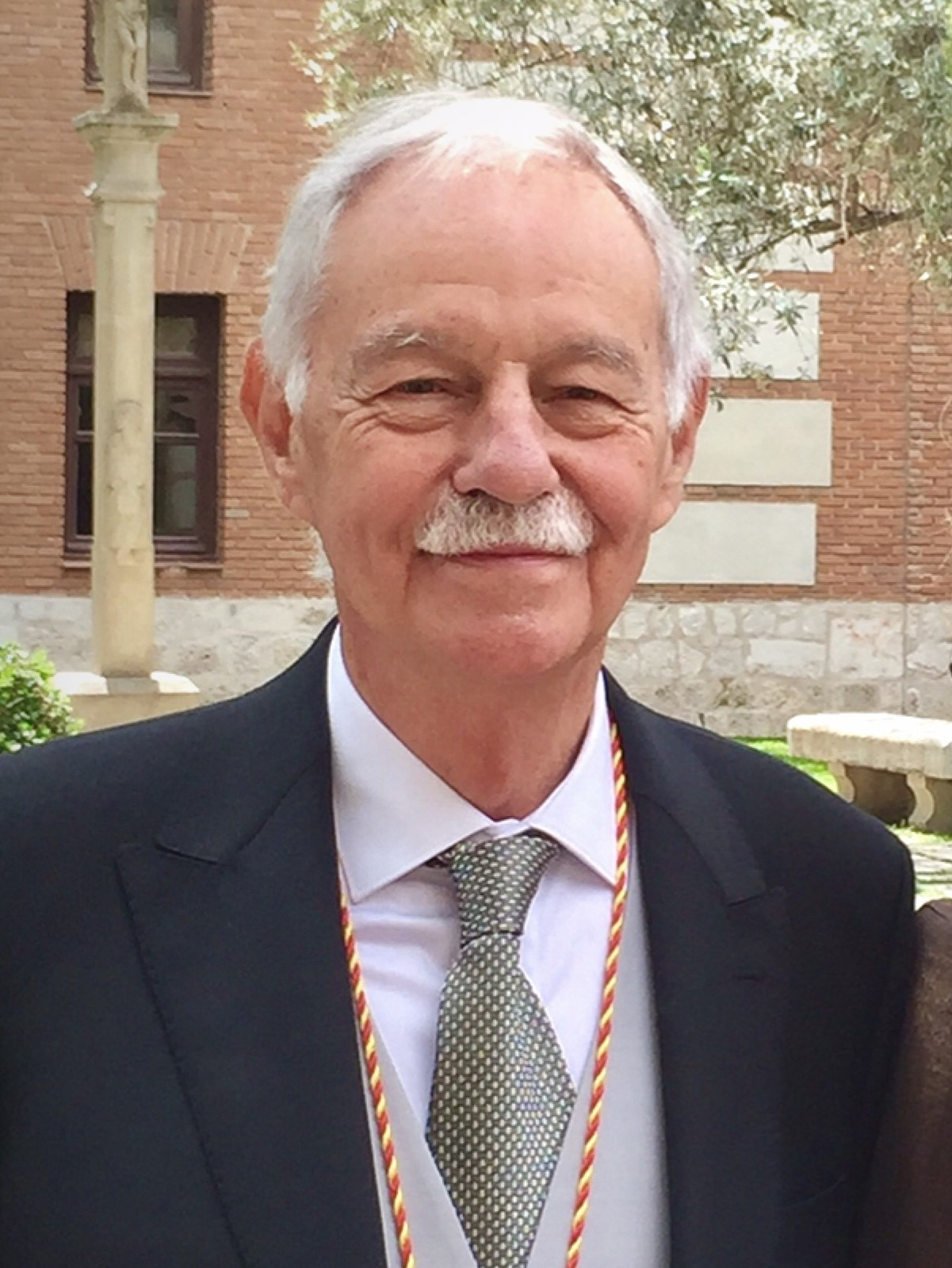
Eduardo Mendoza, ganador del premio en 2025.

| Año  | Premiado         | Ocupación                        | Nacionalidad | Ref. |
| ---- | ---------------- | -------------------------------- | ------------ | ---- |
| 2020 | Anne Carson      | Poeta                            | Canadá       | [43] |
| 2021 | Emmanuel Carrère | Escritor, guionista y realizador | Francia      | [44] |
| 2022 | Juan Mayorga     | Dramaturgo                       | España       | [45] |
| 2023 | Haruki Murakami  | Novelista                        | Japón        | [46] |
| 2024 | Ana Blandiana    | Poeta y ensayista                | Rumania      | [47] |
| 2025 | Eduardo Mendoza  | Escritor                         | España       | [48] |

## Galardonados por país
| País           | Número de galardonados |
| -------------- | ---------------------- |
| España         | 18                     |
| Estados Unidos | 6                      |
| Canadá         | 3                      |
| Francia        | 2                      |
| México         | 2                      |
| Albania        | 1                      |
| Alemania       | 1                      |
| Brasil         | 1                      |
| Colombia       | 1                      |
| Cuba           | 1                      |
| Guatemala      | 1                      |
| Honduras       | 1                      |
| Irlanda        | 1                      |
| Israel         | 1                      |
| Italia         | 1                      |
| Japón          | 1                      |
| Líbano         | 1                      |
| Marruecos      | 1                      |
| Perú           | 1                      |
| Polonia        | 1                      |
| Puerto Rico    | 1                      |
| Reino Unido    | 1                      |
| Rumania        | 1                      |
| Venezuela      | 1                      |